# 徳原旅行
徳原 旅行（とくはら りょこう、1995年12月25日 - ）は、日本のお笑いタレント。本名：徳原 亨（とくはら こう）。
大阪府大阪市出身。マセキ芸能社所属。

## 略歴・人物
大阪府立大塚高等学校体育科卒業。芸名には「本名の亨（こう）という響きをどこかに入れたい」「プライベートで旅行に行ったことがなく、旅行の仕事がしたい」の意味を込めている。
高校生の頃からお笑いを始める。がまの助（元竹内ズ）とコンビ「トップンポップン」を結成。全日本高校生お笑い選手権お笑いインターハイ2014敢闘賞などの実績を残す。
2015年に正社員として働き始めお笑いはアマチュアとなるが、2017年4月に上京。4月から5月の間のみ「徳波羅探題」という名前で活動していたが、「漢字5文字の字面が怖い・芸風に合わない」という理由から現在の芸名とした。
5月に現ワタナベエンターテインメント九州事業本部所属のD兄さん（当時：d兄さん）とコンビ「パパドプーロス」を結成し、アドリブ性の高い漫才を行なっていた。11月にピン芸人に転向、12月頃よりマセキ芸能社のオーディションに受かり始め、2019年1月からマセキユースに所属。2023年4月13日の事務所ライブ「ネモフィラブルー」をもってマセキ芸能社に本所属となった。
谷口つばさ、さとなかほがらかとのユニット「ほがらかつばさ旅行」としても活動している。

## 人物
- 夏目一年生、元相方のがまの助（元竹内ズ）、岩永（リップグリップ）、シリコンなめなめ（山田ボールペン、ライブ制作団体「ライブマン 」運営）とルームシェアをしていたが、2023年3月末でルームシェアは解消された[8]。その後、夏目一年生と二人でルームシェアをするも、2024年3月末でルームシェアを解消[9]。現在は一人暮らしをしている。
- 特技は走り高跳び（高校時代175cm）、サッカーのゴールキーパー（中学生時代大阪市選抜）、裁縫（服のサイズ直し・襟の付替え・ズボンの丈詰め・シャツの丈詰め・ジーンズのウエスト詰め・刺繍）[10]。
- ジャパネーズ・アチャの衣装を作成したことがある。なお、自身の舞台用衣装のYシャツは、ユニクロで購入した白シャツを染料で水色に染め、エリを付け替えたものである。
- 趣味はJリーグ観戦（7歳からセレッソ大阪のファン）、著作権フリーBGMサイト巡り、フライヤー、チラシ作成、動画作成・編集、ゲーム（サッカー・野球）[10]、料理（低音調理器、電気圧力鍋所持）[11]。
- サッカーゲーム（ワールドサッカー実況ウイニングイレブン3 ワールドカップ フランス'98からやっている）、チョロQシリーズに造詣が深い。
- 好きなアニメは『真・中華一番!』。
- 好きな映画は『悪の教典』。
- 好きな飲み物はサントリーの「好烏龍」。
- 好きな食べ物はなまことつぶ貝[12]。
- 日本のロックバンド Base Ball Bear のファン。谷口つばさとのYouTubeラジオ「ファンファーレがきこえる」、谷口つばさとのユニット「スクールガール・ファンタジー」、谷口つばさとのライブ「ポラリス」は同バンドの楽曲から名付けられている。

## 芸風
- かつては音響を使った一人コントを得意としていた。音響内の声はすべて徳原の声を変換して編集したもので、老若男女問わず、さまざまな声を使い分けていた。

- 現在は「嫌なやつ」を演じる説教スタイルの一人コントを多く演じている。
- 的確なツッコミと安定感のある回しに定評があり、ライブではMCを務めることも多い。

## 戦績

### R-1ぐらんぷり/R-1グランプリ
| 年度   | 結果         | 備考             |
| ------ | ------------ | ---------------- |
| 2018年 | 1回戦出場    |                  |
| 2019年 | 2回戦進出    |                  |
| 2020年 | 3回戦進出    |                  |
| 2021年 | 準決勝進出   | 復活ステージ進出 |
| 2022年 | 準決勝進出   | 復活ステージ進出 |
| 2023年 | 準決勝進出   | 復活ステージ進出 |
| 2024年 | 準決勝進出   |                  |
| 2025年 | 準々決勝進出 |                  |

### M-1グランプリ
| 年度（回）       | 結果      | No.  | 備考                                                                     |
| ---------------- | --------- | ---- | ------------------------------------------------------------------------ |
| 2023年（第19回） | 1回戦敗退 | 2491 | さとなかほがらか、谷口つばさとのユニット「ほがらかつばさ旅行」として出場 |
| 2024年（第20回） | 2回戦進出 | 2146 | ほがらかつばさ旅行として出場                                             |

### キングオブコント
| 年度   | 結果         | 備考                         |
| ------ | ------------ | ---------------------------- |
| 2023年 | 準々決勝進出 | ほがらかつばさ旅行として出場 |
| 2024年 | 準々決勝進出 | ほがらかつばさ旅行として出場 |

### その他賞レース
サガミハラエッジ芸人バトル2022 準優勝
ツギクル芸人グランプリ2023 決勝進出
ツギクル芸人グランプリ2025 決勝進出

## 出演

### 過去のレギュラー番組
- 徳原旅行の2泊3日で（Japan Cross Radio）[25]

### ラジオ
- マイナビ Laughter Night（TBSラジオ、2019年3月15日[26]）
- ふんわり(NHKラジオ、2023年10月10日[27])
- ファンファーレがきこえる（谷口つばさとのYouTubeラジオ。2020年3月より毎週更新）
- 夏目の夏ラジオ（夏目一年生とのラジオ。2023年5月より毎週更新。stand.fmでの配信と、YouTubeでの動画版の公開を行っている）

### テレビ
- ネタパレ（フジテレビ、2019年10月18日[28]）
- 冗談騎士（BSフジ、2020年3月4日、2020年3月11日[29]）
- ぴったり にちようチャップリン（テレビ東京、2023年10月14日[30]）
- 陣内バカリの NEXT ピンネタ SP（関西テレビ、2024年9月22日[31]）